# St. Mauritius (Heimersheim)

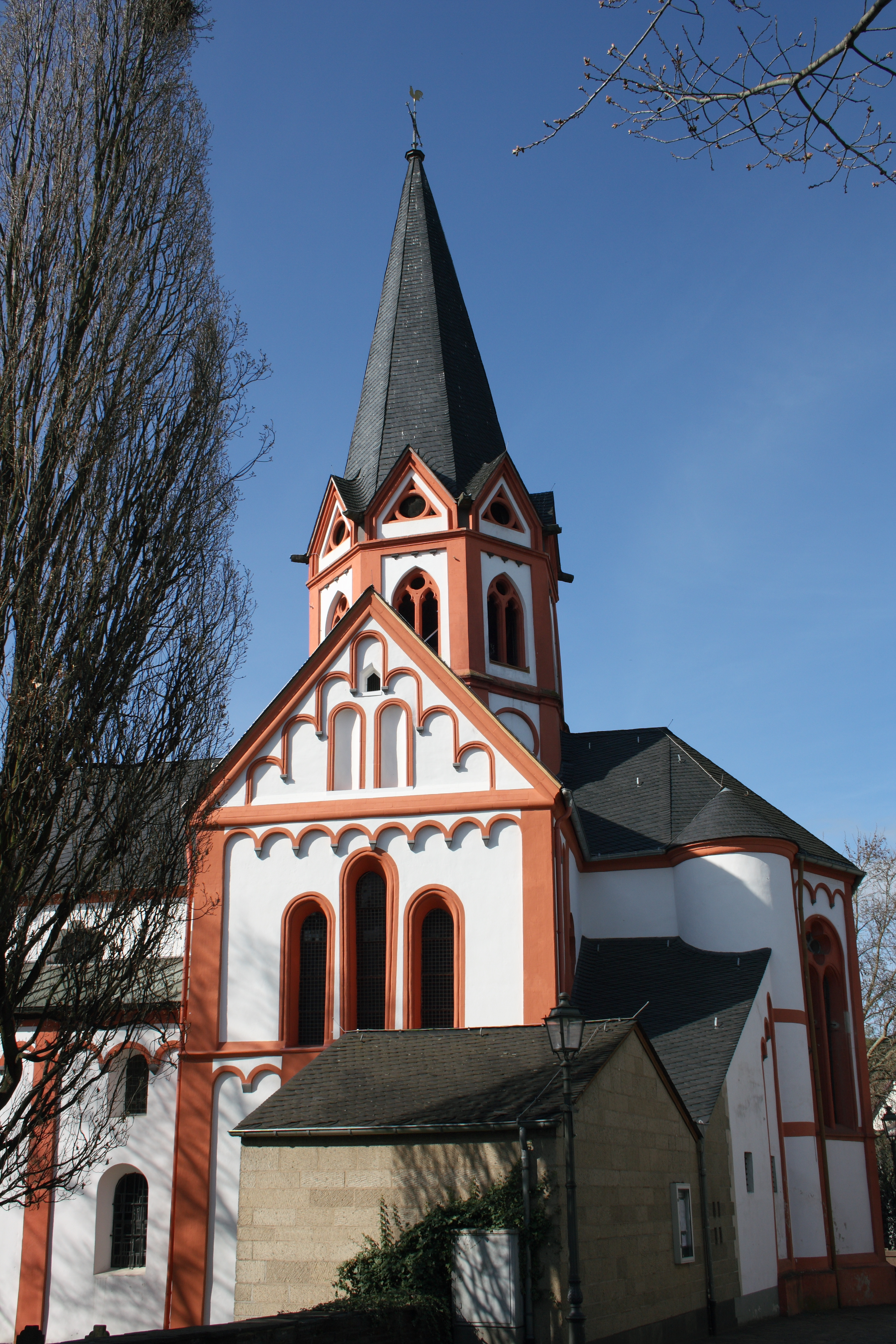
Pfarrkirche Sankt Mauritius in Heimersheim

Die katholische Pfarrkirche St. Mauritius in Heimersheim, einem Stadtteil von Bad Neuenahr-Ahrweiler im Landkreis Ahrweiler (Rheinland-Pfalz), ist eine spätromanische Emporenbasilika (rheinischer Übergangsstil) aus dem 13. Jahrhundert. Im Chor sind Bleiglasfenster aus der Entstehungszeit der Kirche erhalten, die zu den ältesten Glasmalereien in Deutschland zählen. Seit 2006 finden umfassende Restaurierungsarbeiten in der Kirche statt.

## Geschichte

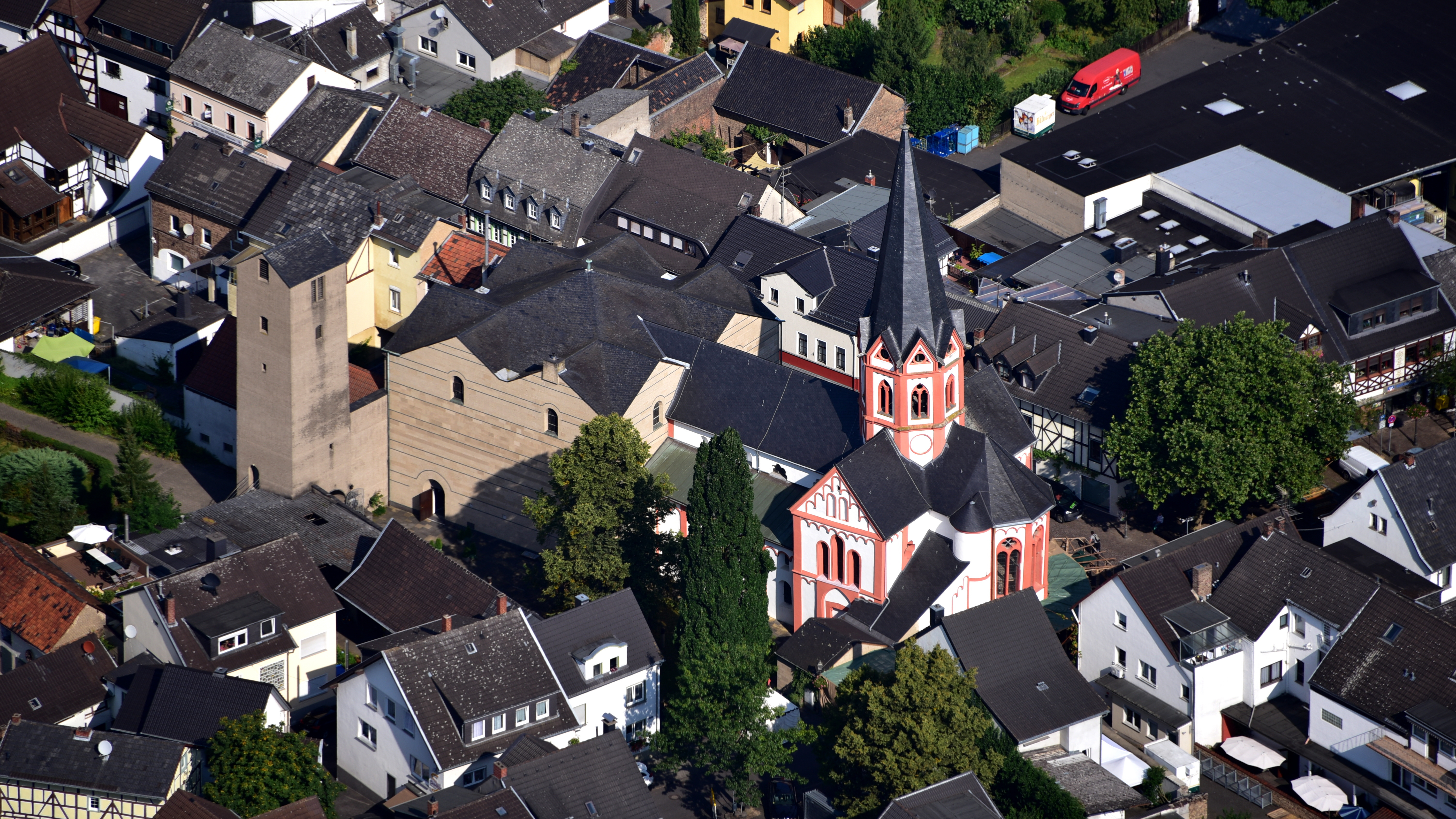
Luftaufnahme

Es ist wahrscheinlich dass, wo heute die Kirche steht, eine germanische Kultstätte stand, aus der eine frühe christliche Kirche wurde. Unter den Fundamenten des Gotteshauses befinden sich Reste eines römischen Gebäudes. Die heutige Kirche wurde ab 1214 mit Unterstützung der Staufer an der Stelle einer älteren Vorgängerkirche errichtet. 1222 wurde sie konsekriert. Die Vorgängerkirche wurde wahrscheinlich in den Kriegen zwischen Otto IV. und Philipp von Schwaben zerstört. Aufgrund des Patroziniums des heiligen Mauritius geht man von einer frühen Kirchengründung in Heimersheim aus. In der Abschrift des Prümer Urbars, die der Abt Caesarius im Jahr 1222 anfertigte, ist der Graf von Are als Patronatsherr genannt.
Im Jahr 1555 erlitt die Kirche durch einen Brand großen Schaden. Während des Kölner Krieges plünderten 1588 spanische Truppen den Ort. Auch im Dreißigjährigen Krieg, als zunächst schwedische und danach kurkölnische Truppen Heimersheim eroberten, wurde die Kirche in Mitleidenschaft gezogen.
1960/61 wurde an die Westfassade ein moderner Erweiterungsbau mit Glockenturm angefügt. Die Einsegnung erfolgte am 17. Dezember 1961.

## Architektur

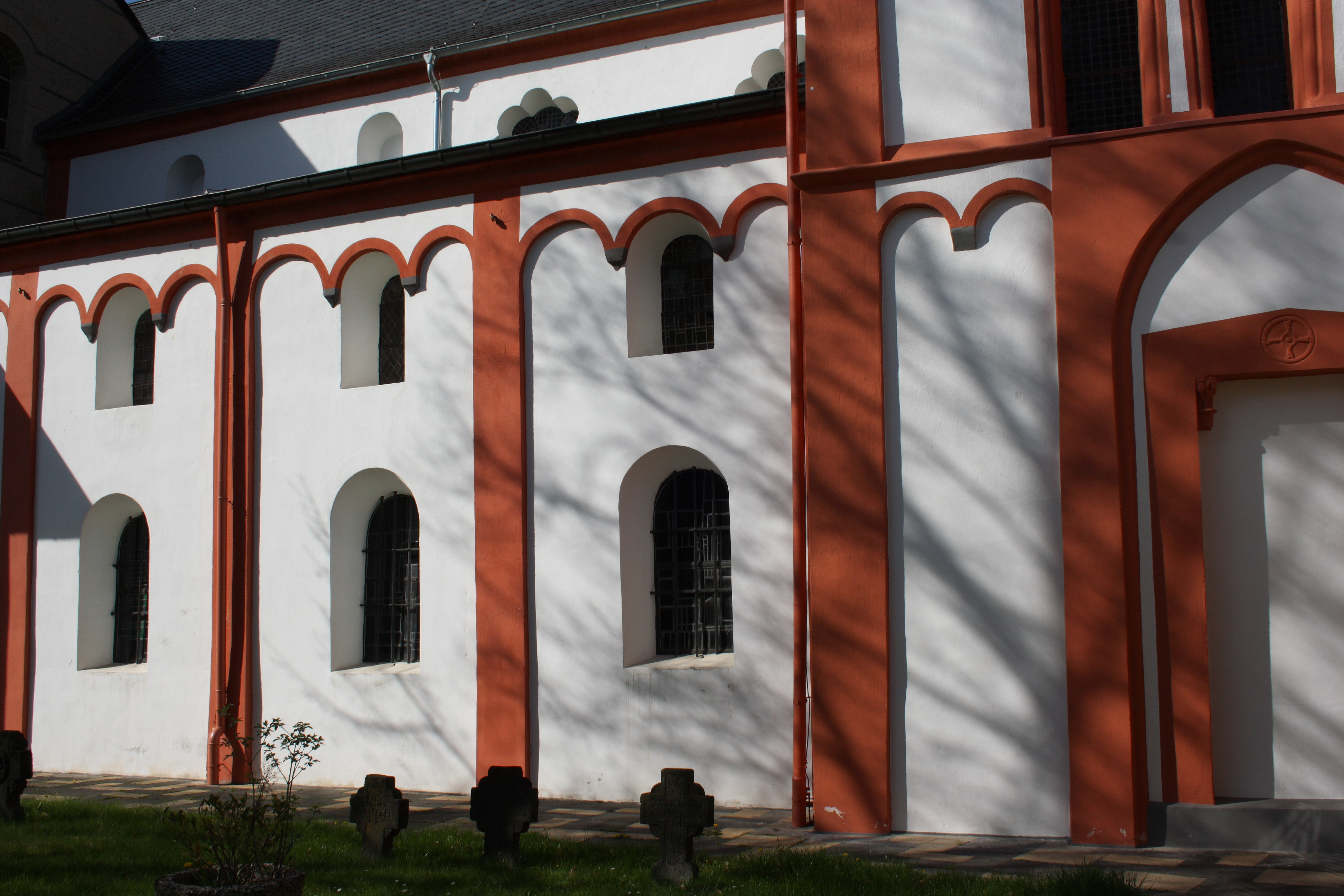
Südfassade

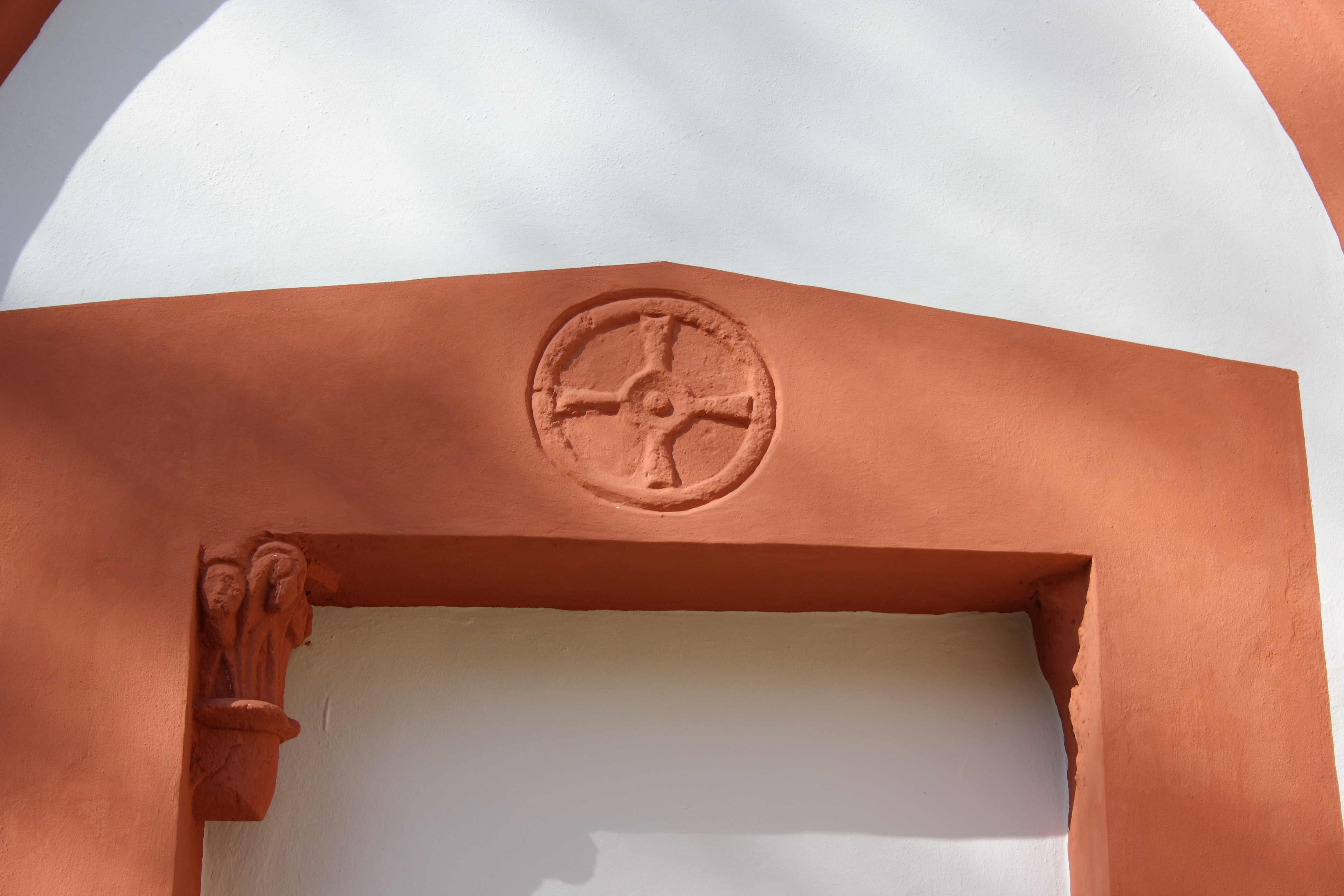
Zugemauertes Portal an der Südseite mit Kreuzrelief und Tierkapitell

### Außenbau
Der Außenbau ist durch Lisenen und Rundbogenfriese gegliedert. Die ursprüngliche Farbfassung wurde rekonstruiert. Über der Vierung erhebt sich ein achteckiger Turm, der von einem Pyramidendach bekrönt wird. Er misst eine Höhe von 33 Metern und hat sich im Laufe der Zeit bis zu einem Meter nach Süden und Westen geneigt.
An der Südseite ist ein zugemauertes, spitzbogiges Portal zu erkennen. Der Türsturz ist mit dem Relief eines Kreises verziert, in den ein Kreuz eingeschrieben ist. Auch ist ein Kapitell mit einer Tierdarstellung erhalten, das vermutlich aus einem älteren Bau wiederverwendet wurde.

### Innenraum
Das Langhaus ist dreischiffig und in vier Joche gegliedert. Über den beiden Seitenschiffen sind Emporen angelegt, die sich durch Doppelarkaden zum Mittelschiff öffnen. Die Querhäuser überragen kaum die Breite des Langhauses. Der querrechteckige Chor endet mit einem Fünfzehntelschluss. Das Mittelschiff, sowie das südliche Querschiff haben Holzgewölbe, das nördliche Querschiff, der Chor und die beiden Seitenschiffe: Steingewölbe. Die Emporen haben ein Holzdach.

## Bleiglasfenster

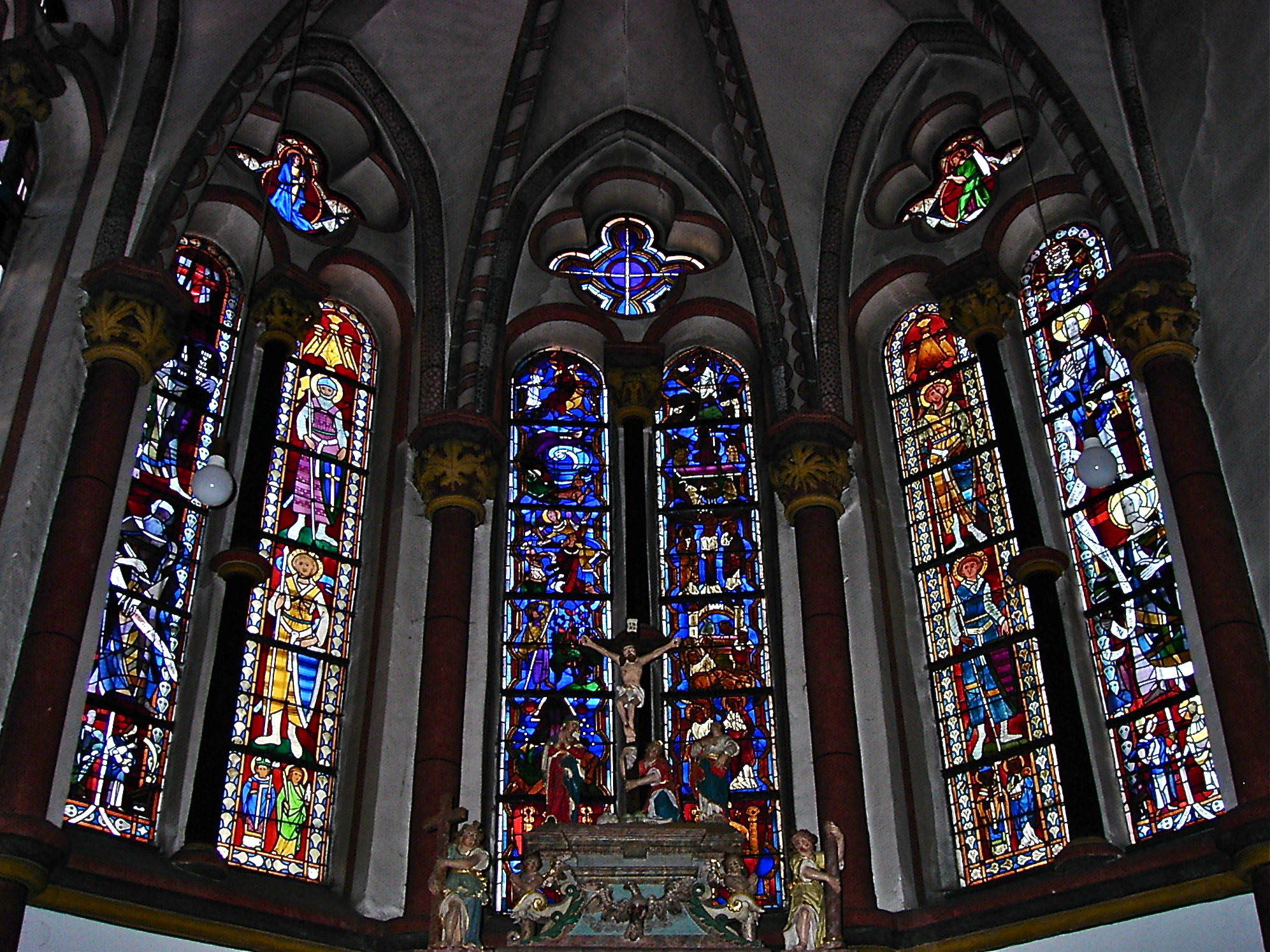
Chorfenster mit zwei Lanzetten aus dem 13. Jahrhundert

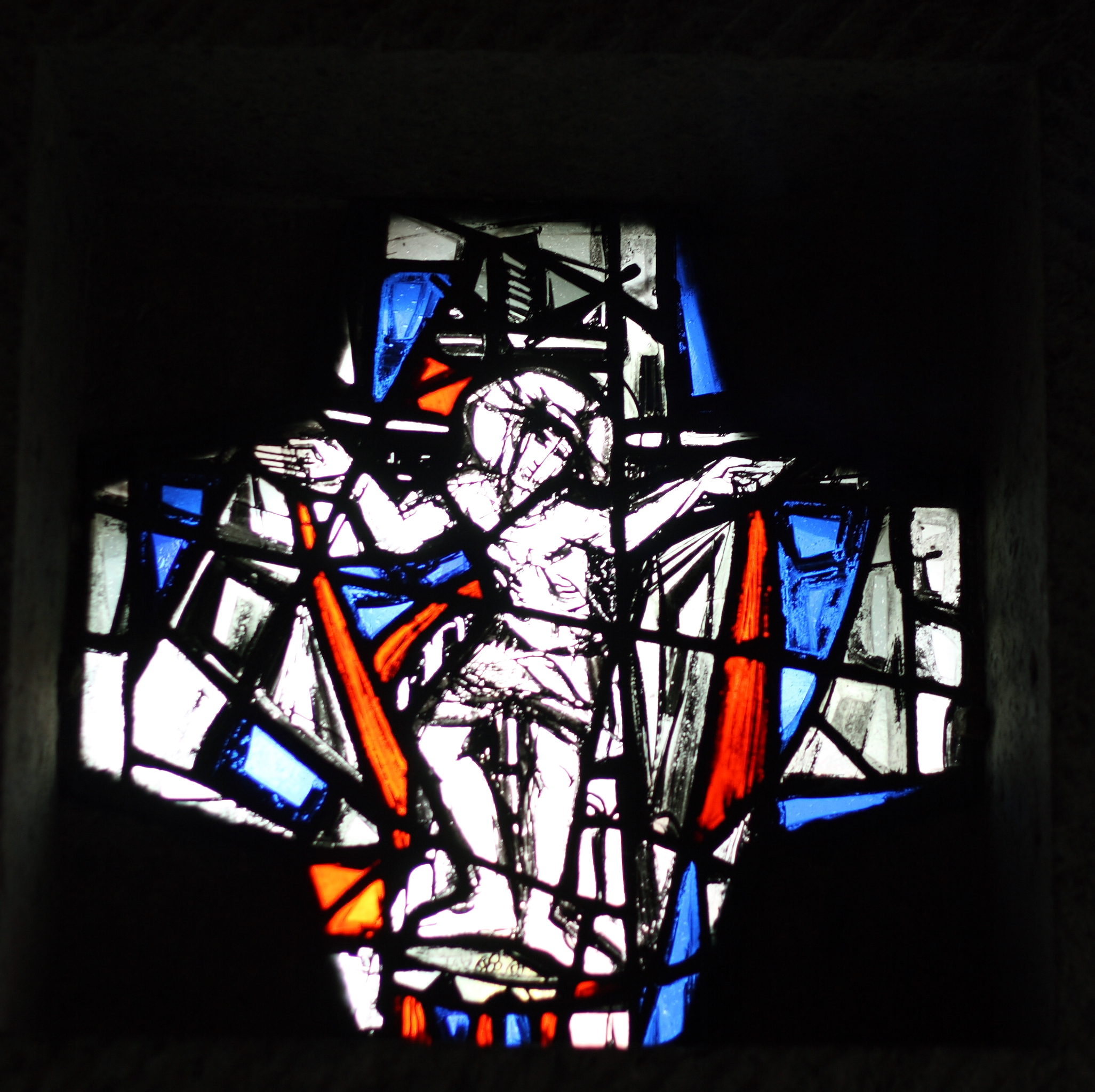
Fenster des 20. Jahrhunderts

Zwei Teilfenster der drei Doppelfenster des Chores werden in die zweite Hälfte des 13. Jahrhunderts datiert. Auf der rechten Hälfte des mittleren Chorfensters prangt unten das Wappen der Burggrafen von Landskron. Die Szenen darüber sind der Verkündigung, der Geburt, der Kreuzigung, der Auferstehung und der Himmelfahrt Christi gewidmet. Das rechte Teilfenster des linken Doppelfensters stellt im unteren Teil einen Bischof und die heilige Katharina mit ihrem Attribut, dem Rad, dar. Darüber stehen zwei Ritter. Der heilige Georg ist durch die Inschrift SCTS GEORGIUS im Heiligenschein bezeichnet, die andere Figur wird als heiliger Mauritius gedeutet. Bei dem bekrönenden Baldachin dieser Lanzette handelt es sich nicht um eine mittelalterliche Scheibe, sondern um eine Ergänzung des Glasmalers Peter Grass. Die Fenster aus dem Mittelalter zählen zu den ältesten Kirchenfenstern Deutschlands. Diese sehr seltenen leuchtenden Blautöne sind sehr selten und erscheinen uns als „Chartres an der Ahr.“ Untersuchungen haben ergeben, dass die Fenster weltweit die ersten sind, in denen doppelte Glasscheibenstücke als Collage zusammengebrannt wurden. Die weiteren Fenster des Chores stammen von Peter Grass (1866), Josef K. Huber (1952) und Alois Plum (1965/67). Wegen der Restaurierung der Kirche wurden die Fenster ausgebaut und befinden sich zurzeit (Frühjahr 2021) noch in einem Depot in Frechen.

## Ausstattung

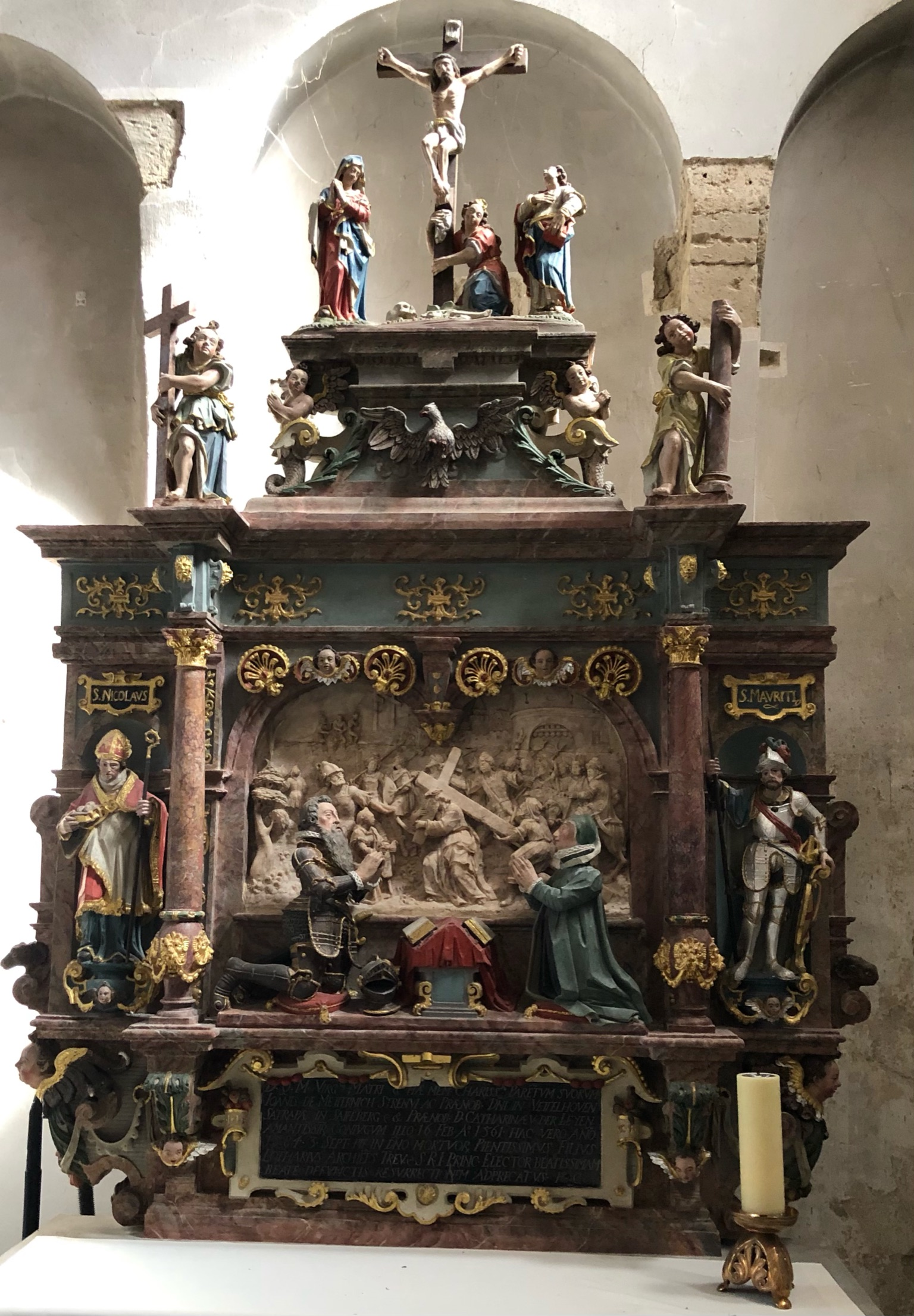
Epitaph der Eheleute Metternich-Von der Leyen

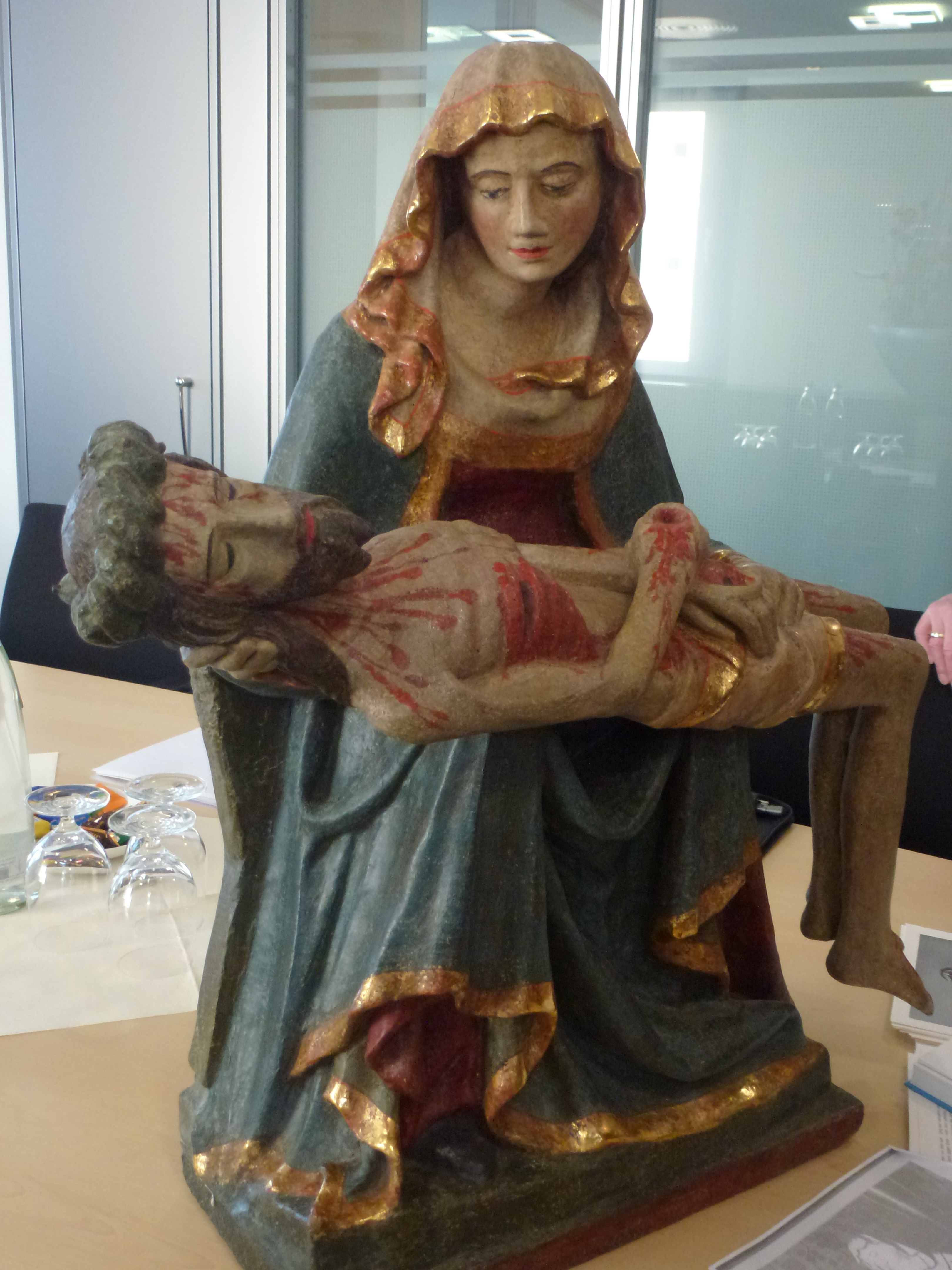
Pieta aus Holz

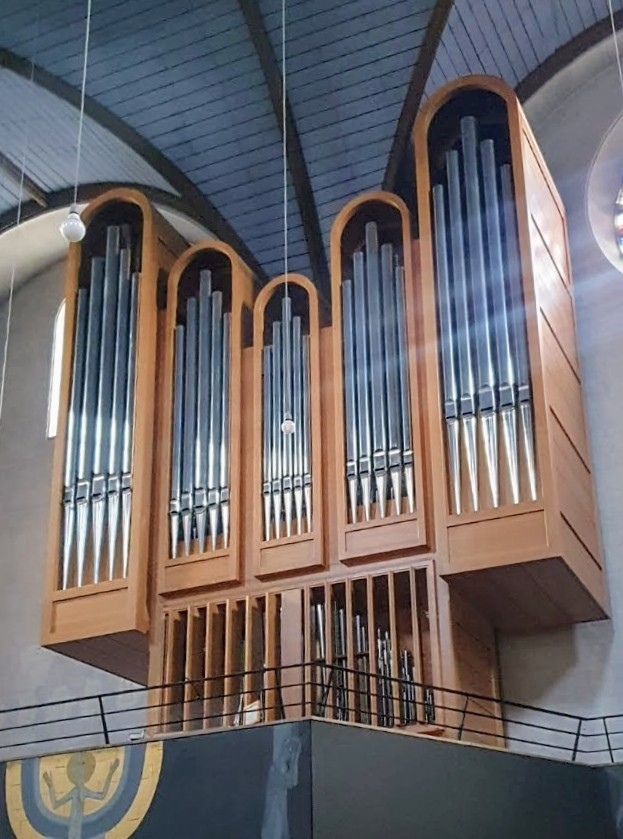
Orgel

- Zentrales Bild des Hochaltars ist ein Kreuztragungsrelief aus Alabaster. Darunter eine Widmungstafel aus schwarzem Marmor. Hinter der Kreuztragung ist ein Stadtbild erkennbar. Die Altaranlage besteht im Übrigen aus Sandstein. Dieses Kunstwerk wurde von dem Trierer Kurfürsten und Erzbischof Lothar von Metternich (1551–1623) zum Gedenken an seine Eltern gestiftet. Der „Hochaltar“ ist genau genommen ein Epitaph des Trierer Bildhauers Hans Ruprecht Hoffmann für Johann von Metternich (gest. 1561) und seine Gattin Catharina von der Leyen (gest. 1584), die einander zugewandt zu sehen sind. Johann ist in voller Rüstung dargestellt. Das Epitaph wird in den seitlichen Nischen vom heiligen Nikolaus und dem heiligen Mauritius ergänzt. Eine Kreuzigungsgruppe, die von zwei Engeln (mit Kreuz links und mit Geißelsäule rechts) flankiert wird, krönt den Altar. Er wurde 1983 restauriert. Das dazu gehörige Grab der Fürsten von Metternich wurde bisher nicht gefunden.[4][2]
- Eine Grabplatte aus Trachyt, die in die Zeit um 1550 datiert wird, ist mit dem Relief eines Ritters mit gefalteten Händen, ebenfalls in voller Rüstung, versehen. Nach Gerhard Knoll ist der Dargestellte, nach der Interpretation der vier Wappen in den Ecken, Hermann Quadt von Landskron, der im Jahr 1539 starb. Er war der erste Ehemann der Catharina von der Leyen, die auf oben genanntem Epitaph zu sehen ist.[6]
- Eine wertvolle Pieta aus Holz aus dem späten Mittelalter befindet sich wegen der Restaurierungsarbeiten zurzeit in einem Bankschließfach.[1]
- Eine Orgel mit 24 Registern von Hubert Fasen aus dem Jahr 2005.[7]